# Вячка (приток Извести)
Вячка — река в России, протекает в Мордовии и Рязанской области. Левый приток реки Известь.

## География
Река Вячка берёт начало в Зубово-Полянском районе Мордовии севернее посёлка Выша. Течёт на северо-запад через берёзовые и осиновые леса Шацкого района Рязанской области. Устье реки находится в 15 км по левому берегу реки Известь. Длина реки составляет 12 км.

## Данные водного реестра
По данным государственного водного реестра России относится к Окскому бассейновому округу, водохозяйственный участок реки — Цна от города Тамбов и до устья, речной подбассейн реки — Мокша. Речной бассейн реки — Ока.
Код объекта в государственном водном реестре — 09010200312110000029973.